# NGC 6250
NGC 6250 је расејано звездано јато у сазвежђу Олтар које се налази на NGC листи објеката дубоког неба.
Деклинација објекта је - 45° 56' 12" а ректасцензија 16h 57m 56,0s. Привидна величина (магнитуда) објекта NGC 6250 износи 5,9. NGC 6250 је још познат и под ознакама OCL 991, ESO 277-SC20.